# Bulbophyllum mystax
Bulbophyllum mystax là một loài phong lan thuộc chi Bulbophyllum.